# Je m’appelle Barbra
Je m’appelle Barbra ist ein Musikalbum von Barbra Streisand.

## Geschichte
Je m’appelle Barbra ist das achte Studioalbum von Barbra Streisand. Zum ersten Mal arbeitete sie für diese Produktion mit dem französischen Komponisten Michel Legrand zusammen. Über ein Jahrzehnt später komponierte Legrand die Musik zu Streisands Film Yentl. Legrand schrieb drei Songs für dieses Album und arbeitete als Arrangeur und Dirigent für die Aufnahmen des Albums. Nur bei What Now My Love stammt das Arrangement von Ray Ellis. Auf dem Album befinden sich ausschließlich französische Kompositionen, und bis auf wenige Ausnahmen werden alle Songs von Streisand auf Französisch gesungen. Das Publikum der Streisand war jedoch davon irritiert, und so war diese Produktion der größte Misserfolg in der Karriere von Streisand. Erst im Jahre 2002, 36 Jahre nach der Veröffentlichung, erhielt dieses Album eine Goldene Schallplatte.

## Trackliste
1. „Free Again“ (Joss Baselli, Armand Canfora, Robert Colby, Michel Jourdan) – 3:43
2. „Autumn Leaves“ (Joseph Kosma, Johnny Mercer, Jacques Prévert) – 2:50
3. „What Now My Love“ (Gilbert Bécaud, Pierre Delanoë, Carl Sigman) – 2:41
4. „Ma Première Chanson“ (Eddy Marnay, Barbra Streisand) – 2:19
5. „Clopin Clopant“ (Bruno Coquatrix, Pierre Dudan, Kermit Goell) – 3:10
6. „Le Mur“ (Charles Dumont, Michel Vaucaire) – 2:34
7. „I Wish You Love“ (Albert A. Beach, Charles Trenet, Léo Chauliac) – 3:01
8. „Speak to Me of Love“ (Jean Lenoir, Bruce Sievier) – 2:52
9. „Love and Learn“ (Norman Gimbel, Michel Legrand, Marnay) – 2:29
10. „Once Upon a Summertime“ (Eddie Barclay, Legrand, Marnay, Mercer) – 3:37
11. „Martina“ (Legrand, Hal Shaper) – 2:21
12. „I’ve Been Here“ (Dumont, Earl Shuman, Vaucaire) – 2:31

## Sonstiges
Der Fotograf Richard Avedon fotografierte Barbra Streisand für das Schallplattencover. Maurice Chevalier schrieb den Begleittext für das Cover.
Auf ihrer Konzerttournee 2006/2007 in Nordamerika und Europa macht sich Barbra Streisand über ihr Album Je m’appelle Barbra in ihrer Conference lustig. Sie behauptete, dass dieses Album der größte Flop ihres Lebens gewesen sei. Es habe erst 36 Jahre nach dem Erscheinen eine goldene Schallplatte erhalten.